# 다이쇼 제약

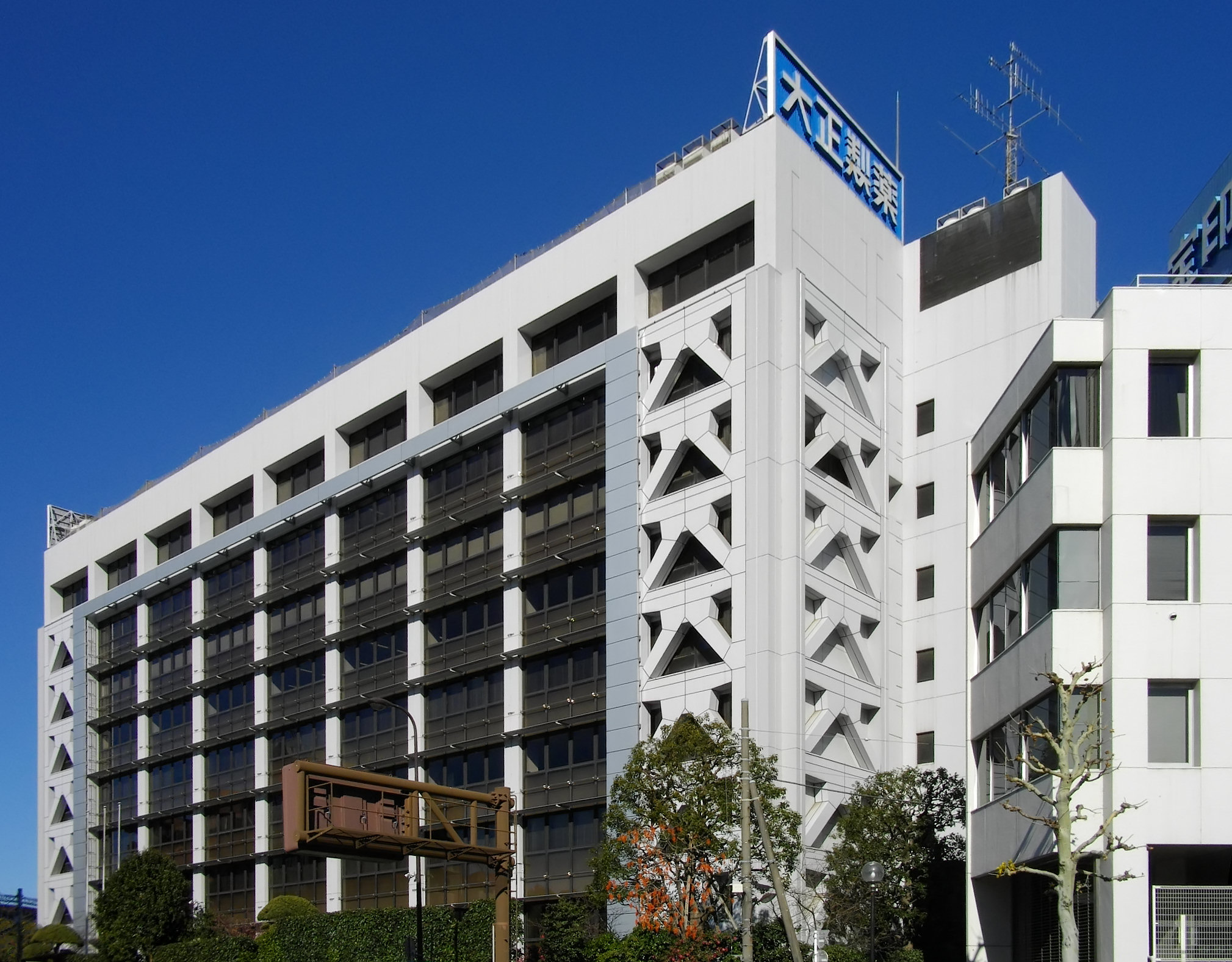
다이쇼 제약 도쿄 본사 사옥

다이쇼 제약(일본어: 大正製薬, 영어: Taisho Pharmaceutical Co.,Ltd.)은 이시이 기누지로가 설립한 도쿄도 도시마구에 본사를 두고 있는 일본의 제약회사이다. 대표적인 영양 드링크제 ‘리포비탄D’를 제조하는 회사로도 유명하다.

## 사업소

### 본사
- 도쿄도 도시마구 다카다 3가 24번 1호

### 공장·연구소
- 오미야 공장·종합연구소: 사이타마현 사이타마시 기타구 요시노초 1가 403번지
- 하뉴 공장: 사이타마현 하뉴시 고마쓰다이 1가 603번지 27호
- 오카야마 공장: 오카야마현 가쓰타군 쇼오정 다이헤이다이 33번 2호